# Benkov (Dlouhomilov)
Benkov (německy Benke)  je malá vesnice, část obce Dlouhomilov v okrese Šumperk.

## Název
Název vesnice byl odvozen od osobního jména Benek, zdrobněliny jména Ben, což byla zkrácená podoba jména Benedikt. Význam místního jména byl "Benkův majetek".

## Historie
První písemná zmínka o obci pochází z roku 1385.
V letech 1850–1960 byla samostatnou obcí a od roku 1960 byla vesnice součástí obce Dlouhomilov.

## Kulturní památky
V katastru obce jsou evidovány tyto kulturní památky:
- zvonice – drobná lidová architektura z 19. století